# (8837) London
(8837) London ist ein Asteroid des Hauptgürtels, der am 7. Oktober 1989 vom belgischen Astronomen Eric Walter Elst an der Europäischen Südsternwarte entdeckt wurde.
Er wurde nach der englischen Hauptstadt London benannt.